# Магнитный пускатель

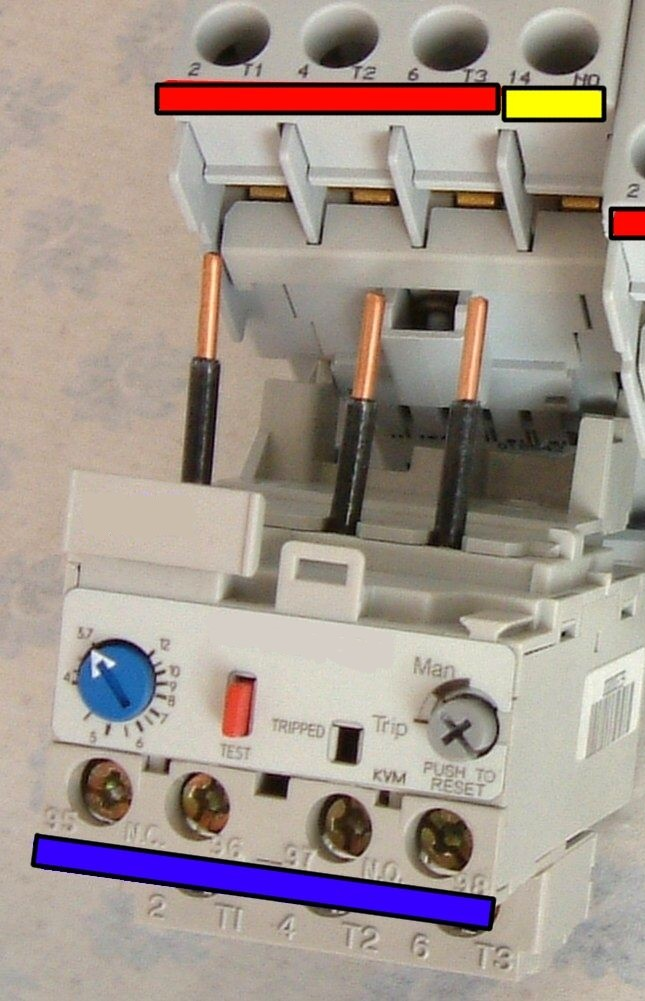
Магнитный пускатель с защитным тепловым реле

Пуска́тель электромагни́тный (магни́тный пускатель) — электрический аппарат, который предназначен для пуска, остановки, реверсирования и защиты электродвигателя. Магнитный пускатель состоит из контактора (на основе электромагнитной катушки), кнопочного поста и токового (теплового) реле. Наряду с тепловой защитой магнитный пускатель предотвращает самовключение после восстановления исчезнувшего питающего напряжения. Главным образом магнитный пускатель применяется для дистанционного пуска, остановки и защиты трехфазных асинхронных электродвигателей с короткозамкнутым ротором. Контакты магнитных пускателей, коммутирующих токи выше 20..25 А, снабжают дугогасительными устройствами.. Также пускатели применяются как силовые контакторы в различных устройствах с большой мощностью (обычно электронагревательные устройства - промышленные водонагреватели, электроплиты и т.п.)
В рамках стандартизации к пускателям относят комбинацию всех коммутационных устройств, необходимых для пуска и остановки двигателя, с защитой от перегрузок. Электромагнитным является пускатель, у которого сила, необходимая для замыкания главных контактов, обеспечивается электромагнитом. Наряду с электромагнитными существуют полупроводниковые, реостатные, ручные, с двигательным приводом, пневматические, электропневматические пускатели. Пускатель, включающий расширенные функции с возможностью обмена информацией называется пускатель управления электродвигателя (motor management starter).

## Устройство и применение

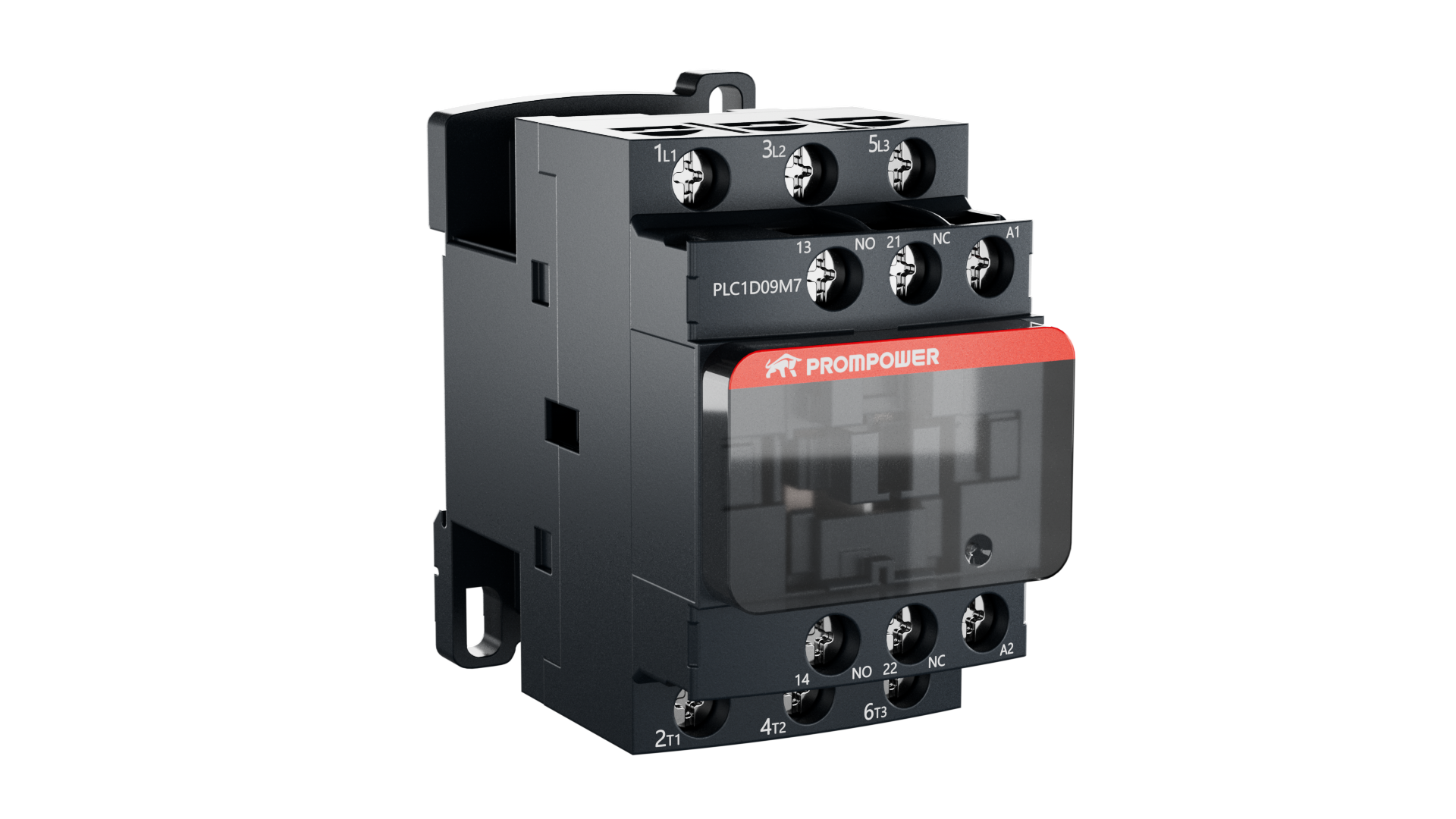
Пускатель электромагнитный PROMPOWER серии PULSE

Помимо простого включения, в случае управления электродвигателем пускатель может выполнять функцию переключения направления вращения его ротора (т. н. реверсивная схема), путём изменения порядка следования фаз, для чего в пускатель встраивается второй контактор.
Для уменьшения пускового тока двигателя также применяется переключение обмоток трёхфазного двигателя со «звезды» на «треугольник». При такой схеме включения двигатель разгоняется до номинальных оборотов будучи включённым по схеме «звезда» и переключается на питание по схеме «треугольник» в нормальном режиме работы.
Исполнение магнитных пускателей может быть открытым и защищенным (в корпусе); реверсивным и нереверсивным; со встроенной тепловой защитой электродвигателя от перегрузки и без неё.
Реверсивный магнитный пускатель (реверсивная сборка) осуществляет реверсирование трёхфазных двигателей путём изменения чередования фаз и представляет собой два трёхполюсных контактора, смонтированных в общем устройстве и сблокированных механической или электрической блокировкой, исключающей возможность одновременного включения контакторов, что вызывает короткое межфазное замыкание.
Магнитный пускатель, контактор или реле имеют силовые и блокировочные контакты. Силовые используются для коммутации мощной нагрузки; блок-контакты — в управляющей цепи. Силовой и блок-контакт может быть нормально разомкнутыми и нормально замкнутыми. Нормально открытый контакт в нормальном положении контактора разомкнут. Нормально закрытый контакт в нормальном положении контактора замкнут. Контакты контактора, пускателя или реле на принципиальных схемах показываются в нормальном положении.
На территории СНГ некоторые производители электрооборудования в каталогах и списках оборудования не акцентируют различие между контакторами и магнитными пускателями.
Модульный контактор (для установки на DIN-рейку) — это электромагнитный пускатель, сконструированный для установки в электрические распределительные щиты для стандартных модульных устройств с креплением на DIN-рейку. Их достоинства: электробезопасность класса 2 — постоянная безопасность для операторов и неквалифицированного персонала. Недостатки: максимальное число коммутационных операций в день до 100.
Величины магнитных пускателей — для того, чтобы обеспечить приличную работу электроприборов в тех цепях, что коммутируется пускателями, требуется, чтобы характеристики последних целиком соответствовали эксплуатационным условиям. Насчитывается восемь параметров этой самой величины и каждая из них подразумевает свой параметр нагрузочного тока. Допускается небольшое несоответствие (в большую сторону) по допустимому значению тока. Выражение «величина» является условным термином, обозначающим то, какой ток может пропустить через главные рабочие контакты выбранный магнитный пускатель. При присвоении величины считается, что пускатель работает при напряжении 380 В, а его рабочий режим АС-3.
Список различий приборов по их величинам (токи в зависимости от величин):
- 0 – 6,3 А;
- 1 – 10 А;
- 2 – 25 А;
- 3 – 40 А;
- 4 – 63 А;
- 5 – 100 А;
- 6 – 160 А;
- 7 – 250 А.